# Tmarus ampullatus
Tmarus ampullatus är en spindelart som beskrevs av Soares 1943. Tmarus ampullatus ingår i släktet Tmarus och familjen krabbspindlar. Inga underarter finns listade i Catalogue of Life.